# Kōstas Charalampidīs
Kōnstantinos Charalampidīs, detto Kōstas (in greco Κωνσταντίνος "Κώστας" Χαραλαμπίδης?; Salonicco, 4 aprile 1976), è un ex cestista e allenatore di pallacanestro greco.

## Carriera
Di ruolo guardia, è cresciuto nelle giovanili del Makedonikos, con cui ha esordito nella stagione 1997-98. Nel 2002 si è trasferito all'Olympia Larissa, venendo nominato MVP della A2 Ethniki, seconda serie greca; nel 2004 ha fatto ritorno al Makedonikos. Dal 2006 al 2009 ha militato nel Maroussi Atene.
Nel 2009 è al Panellīnios Atene, con cui disputa l'ULEB Eurocup 2009-2010, venendo inserito nel 2º quintetto dell'All-ULEB Eurocup Team. In A1 Ethniki disputa 25 partite di stagione regolare e 10 di play-off. Passa poi all'Aris Salonicco, con cui raggiunge ancora i play-off in campionato (36 presenze totali in campionato). Nel 2010-11 milita nel K.A.O. Dramas e nell'aprile 2012 viene acquistato dalla New Basket Brindisi, squadra del Campionato di Legadue.
Ha vestito in varie occasioni la maglia della nazionale greca.

## Palmarès

### Individuale
- All-ULEB Eurocup Second Team: 1

Panellīnios: 2009-10